# 特雷斯努拉盖斯
特雷斯努拉盖斯（義大利語：Tresnuraghes），是意大利奥里斯塔诺省的一个市镇。总面积31.55平方公里，人口1273人，人口密度40.3人/平方公里（2009年）。ISTAT代码为095067。